# 백석
백석(白石, 본명: 백기연, 본명 한자: 白夔衍, 1912년 7월 1일~1996년 2월 15일)은 일제 시대와 북의 시인이자 소설가이고, 번역 문학 작가이자 문학평론가로도 활동하였다.

## 이름과 본관
본명(本名)은 백기연(白夔衍)인데, 1916년(5세 때)에 백기행(白夔行)으로 첫 개명(改名)하였으며, 1945년 8월 15일, 을유 해방(일본국 패망 및 조선국 광복)이 성립된 후 이듬해 1946년에서부터 사실상 백석(白石)으로 마지막 개명(改名)한, 그의 본은 수원(水原)이다. 석(石)이라는 이름은 일본 시문학가 이시카와 다쿠보쿠(石川啄木)의 시작품을 매우 좋아하여 그 이름의 석(石)을 썼다고 알려져 있다.

## 경력
- 조선일보 학예부 기자
- 조선일보 자매지 《여성》 편집위원
- 《조광》 편집위원
- 문학신문 편집위원

## 생애
1912년 일제 시대 평안북도 정주군에서 백시박(白時璞, 개명: 백영삼(白榮三) → 백영옥(白榮沃 → 白榮鈺))과 이봉우의 큰아들로 태어났다. 아버지 백시박은 자가 용삼(龍三)이고 후에 백영옥(白榮鈺)으로 개명했다. 백영옥(본명: 백시박 ; 개명: 백영삼 → 백영옥)이 태어난 해는 1882년으로 되어 있으나 호적 신고를 몇 년씩 미루는 당시의 관습과 후에 백석의 신상조사서에 적힌 것으로 비춰볼 때 1875년에 태어난 것으로 짐작된다. 사진 기사 생활을 했던 아버지 백영옥은 그렇게 넉넉한 형편은 아니었으나, 오산고보의 설립을 위한 학교 건축 기금을 마련하는 데 참여하기도 했다. 1912년 서른여덟살(만으로 37세)에 백석을 장자(長子)로 낳은 백영옥은 그를 귀하게 여겼다. 어머니 이봉우는 1888년생으로, 1911년(24세)에 경성부(서울)에서 시집을 왔다. 백석의 외조부 이양실(1848년~1926년)과 그의 기생 출신 첩 사이에서 태어난 만큼, 나이 차가 많은 백영삼(白榮三)과 결혼했다. 그 시절 평안도 지역이나 또는 황해도 같은 지역에서는 당시 결점(어머니가 아버지의 첩인 여성의 경우 등)이 있는 여성이 자신보다 나이차가 많이 나는 남성과 결혼하는 것은 일반적인 특정 풍조였다. 그러나 어머니 이봉우는 매사에 정결하고 음식 요리 솜씨가 뛰어나 오산학교 교장 조만식은 자주 백석의 집에서 하숙을 했다. 그 정도토록 조만식은, 아버지 백영옥과 친분이 있었고 조선일보를 운영했던 방응모와도 잘 아는 사이였다고 전해진다. 후에 백영옥이 하숙집 사업을 시작할 때 백석 가족은 오산학교 앞쪽의 집으로 이사해 살았다.
오산고등보통학교를 졸업 후에 일본에서 1934년 아오야마 가쿠인 전문부 영어사범과를 졸업하였다. 1934년 5월 16일자 《조선일보》에 산문 〈이설(耳說) 귀고리〉를 발표하는 것을 시작으로 작가와 번역가로서의 공식적인 활동을 시작했다. 1936년 1월 20일에는 그간 《조선일보》와 《조광》(朝光)에 발표한 7편의 시에, 새로 선보이는 26편의 시를 보태어 시집 《사슴》을 당시 경성부 통의동(通義洞)에서 자비로 100권 출간했다. 이후 1948년 《학풍》(學風) 창간호(10월호)에 〈남신의주 유동 박시봉방〉(南新義州 柳洞 朴時逢方)을 내놓기까지 60여 편의 시를 여러 잡지와 신문, 시선집 등에 발표했으나 정작 시인 자신은 《사슴》 외에는 시집을 더 이상 출간하지 않은 것으로 확인되고 있다.
백석은 작품에 평안도 방언을 비롯하여 여러 지역의 사투리와 고어를 사용했으며 1948년 이후 많은 활동을 하지 못했다. 백석은 당시의 조선 땅(오늘날의 남북한)과 만주 일대를 유랑하며 작품을 발표했다. 그의 시는 한민족의 공동체적 친근성에 기반을 두었고 작품의 도처에는 고향의 부재에 대한 상실감이 담겨 있다.
남한에서는 조선민주주의인민공화국 시인이라는 이유로 백석 시의 출판이 금지되었으나, 1987년 월북 및 재북 작가 해금 조치 이후로 백석의 많은 작품들이 활발히 소개되고 많은 연구자들에 의해 주목받고 평가되고 있다. 평북 지역을 비롯한 여러 지역의 방언(사투리)과 사라져가는 옛것을 소재로 삼아 특유의 향토주의 정서를 바탕으로 하고 있으면서도 뚜렷한 자기 관조로 한국 모더니즘의 또다른 측면을 개척했다는 평을 받고 있다.
일제 시대에 집필한 시 〈고방〉·〈노루〉 등의 작품 등에 관련된 문학적인 내용 등으로 인해, 북한 정권 수립 이후부터 반체제자로 낙인이 찍히면서, 쓸쓸하고 씁쓸한 말년의 후반기를 보냈는데, 1964년경 협동농장에서 사망한 것으로 한때 대한민국과 일본에 알려져 있었으나, 최근 연구 결과 1996년에 사망한 것으로 밝혀졌다.

## 주요 작품
- 《사슴》: 1936년 1월 20일 자가본(自家本)으로 발행한 시집이다.
  - 《사슴》에는 총 33편의 시가 4부로 나뉘어 수록되어 있다. 1부 ‘얼럭소새끼의 영각’에 〈가즈랑집〉·〈여우난곬족(族)〉·〈고방〉·〈모닥불〉·〈고야〉(古夜)·〈오리 망아지 토끼〉 등 6편, 2부 ‘돌덜구의 물’에 〈초동일〉(初冬日)·〈하답〉(夏畓)·〈주막〉(酒幕)·〈적경〉(寂境)·〈미명계〉·〈성외〉 등 9편, 3부 ‘노루’에 〈산비〉·〈쓸쓸한 길〉·〈머루밤〉·〈노루〉 등 9편이 실려 있다. 4부 ‘국수당 너머’에 〈절간의 소이야기〉·〈오금덩이라는 곳〉·〈정주성〉(定州城)·〈통영〉(統營) 등 9편이 각각 실려 있다.
  - 《사슴》의 판권지 상단에는 ‘詩集(시집) 사슴 百部 限定版 定價 二圓(100부 한정판 정가 2원)’이라고 표시되어 있으며 그 하단에는 ‘著作兼 發行者 白石(저작 겸 발행자 백석)’이라고 되어 있다.
- 〈나와 나타샤와 흰 당나귀〉: 1938년에 발표한 시로 현실을 초월한 이상, 사랑에 대한 의지와 소망을 노래한 작품이다.
- 〈서행시초〉(西行詩抄): 1939년 《조선일보》에 재입사한 백석이 4회에 걸쳐 발표한 연시로 자신의 고향인 평안도를 여행하면서 발표한 작품이다.
  - 〈팔원〉(八院): 연시 〈서행시초〉(西行詩抄)의 세 번째 시인 〈팔원〉은 승합자동차를 타고 여행하던 도중 차에 오르는 ‘나이 어린 계집아이’의 모습을 보고 일제 강점기를 살아가는 한국 민족의 비극적 삶을 떠올리며 이를 형상화한 내용이다. 승합자동차 안팎의 상황을 사실적이면서도 상징적으로 묘사하고 있다.
- 〈남행시초〉(南行詩抄): 《조선일보》에 4회에 걸쳐 발표한 연시로 경상남도 통영, 고성, 창원, 사천을 여행하면서 발표한 작품이다.

## 작품 해석

### 시집 《사슴》의 구조
최근에 한 연구자는 시집 《사슴》의 구조가 J. S. 바흐가 작곡한 〈골트베르크 변주곡〉(BWV 988)을 모방하고 있다고 주장하는 한편, 〈남신의주 유동 박시봉방〉은 같은 작곡가의 무반주 바이올린을 위한 소나타와 파르티타 2번(BWV 1004)의 '샤콘'을 구조와 내용 면에서 언어적으로 해석했다고 주장했다. 김달진은 이러한 백석의 음악적 구조의 차용은 백석 자신이 독창적으로 고안한 것이라기보다는 영랑 김윤식의 전체적인 설계 아래 백석이 몸에 배인 성실함과 천부적인 언어적 재주로 바흐의 음악을 시적으로 해석했을 가능성이 크다고 암시한다. 그러한 근거로 그는 백석의 시집 《사슴》과 김윤식의 시집 《영랑시집》이 공통으로 "하나의 주제를 얘기하고 있음을 암시"하기 위한 구조를 사용하고 있으며, 영랑이 백석보다 약 세 달 앞서 시문학사에서 발행한 시집이 "총 53편의 시를 제목 없이 일련번호 아래 음악적 효과를 최대한(으로) 고려하여 자간과 행간을 배치한 독특한 편집"을 사용함으로써 독자들로 하여금 "시가 바로 노래가 될 수 있음을 시·청각적으로 경험할 수 있게 해준다"고 주장했다. 그러면서도 그는 33편의 시를 수록한 백석의 《사슴》이 아리아가 수미쌍관(首尾雙關) 식으로 자리한 바흐의 〈골트베르크 변주곡〉 형식에 《영랑시집》보다 더 근접해 있으며, 《사슴》 안에 〈여우난곬족〉과 〈여우난곬〉이 각각 2번째와 32번째 배치된 것은 영랑의 시집보다 백석의 시집에서 "바흐 음악의 수미쌍관 구조를 찾기" 쉽게 해준다고 설명한다.

### 한얼생의 작품 포함 가부의 문제
최초로 백석에 대한 전기를 발행한 바 있는 송준은 1940년 7~8월 중에 《만선일보》에 '한얼生'이라는 필명으로 발표된 세 편의 시 〈고독〉·〈설의〉·〈고려묘자〉를 백석의 작품으로 간주하여 이를 자신이 펴낸 《백석시전집》에 수록했다. 이와 관련하여 안도현 시인은 "백석의 시를 한 편이라도 더 발굴하려는 조급성이 오류를 확대재생산하고 있어 심히 우려"된다면서 한얼생으로 발표된 다른 시편 〈아까시야〉(《만선일보》 1940.11.21자 발표)를 발굴하여 자신의 백석 시론에 이를 소개한 문학평론가 오양호에 대하여 "아예 백석의 이름을 시종일관 '한얼생'으로 규정하고 서술을 전개한다"고 비난했다.
최초로 대중적인 백석시전집을 낸 바 있는 이동순은 송준과 그의 저작물을 지목하면서 "맹목적 존경심과 숭배심으로 말미암아 백석의 시작품이 아닌 것이 분명한 작품도 백석의 작품이라 속단하여 자신의 이름으로 편집한 시전집에 버젓이 수록한 불성실하고 비양심적인 자료들의 출현과 유통은 백석 문학 연구 풍토에 커다란 그늘과 수심을 드리웠다"며, 위의 네 편의 시는 "문체나 표현방법, 전반적인 창작의 스타일로 보더라도 백석의 시작품이 아닌 것이 분명하다"고 주장했다.
한편 일제강점기에 백석을 비롯한 여러 시인들이 베토벤의 정언적 진술 "바흐는 바다다"로부터 "시 창작을 출발"했다고 해석한 김달진은 자신이 엮은 시집에 한얼생의 〈설의〉를 백석의 시로 소개하면서 백기행은 "필명으로 주로 백석을 사용했고 이외에도 한얼생, 백정, 김춘원, 박일파 등을 사용했다"고 언급한 바 있다.

### 〈통영〉에 등장하는 '란'의 해석에 대하여
백석이 1936년 1월 23일자 《조선일보》에 발표한 연작시 〈남행시초〉(南行詩抄)의 〈통영〉(統營)에는 '란(蘭)'이라는 여인이 등장하는데, 이를 둘러싼 연구자들 간의 해석이 분분하다.

'란'을 백석의 직장 동료인 조선일보 사회부 기자 신현중과 후에 혼사를 치르게 되는 박경련이라고 최초로 주장한 사람은 송준이었는데, 이러한 해석은 후에 박태일 문학평론가와 안도현 시인의 글에도 다시 등장한다. 박태일은 〈백석과 신현중, 그리고 경남문학〉에서 〈남행시초 : 통영〉의 창작 배경을 다음과 같이 설명한다. 
"즐거웠고, 색달랐으며, 가슴 두근거렸을 첫 통영 길을 마친 몇 달 뒤인 이듬해 1936년 1월 초순에 백석은 다시 한 번 먼 통영으로 신현중과 함께 내려갔다. 두 번째 통영 걸음이었다. 박경련을 만나기 위해서였는데, 박경련은 방학이어서 고향 통영 집에 머물러 있을 때였다. 백석은 대구, 삼랑진을 거쳐 마산에 이른 뒤 배를 타고 통영으로 가게 되어 있었다. 그러나 방학이 끝나가고 있었던 탓에 이미 서울로 되올라가 버린 박경련과 백석은 걸음이 엇갈려 만날 수가 없었다. 백석과 신현중은 박경련이 없는 통영에 내려, 박경련의 외사촌이었던 서병직의 안내를 받아가며, 이통제사순신장군의 사당인 충렬사를 비롯해 통영의 여러 곳을 둘러보았다. 이미 서울로 떠나버려 통영에서는 볼 수 없었던 박경련을 생각하며, 백석은 그 심회를 1월 23일 《조선일보》에서 〈統營〉이라는 시로 고스란히 담아냈다. (...)"
비슷한 맥락으로 안도현 또한 〈통영〉의 창작 배경으로 시인다운 상상력을 발휘하여 아래의 생동감 있는 대화를 재현하여 자신의 저서에서 소개하고 있다.
구마산에서 통영으로 가는 배를 타기 위해 백석 일행은 포구 근처 오동동 객줏집에서 하룻밤을 묵었다.
"여보게 현중, 이 집 주인장 딸이 참 곱게 생겼네. 내 눈에는 난이로 보인단 말이야."
"난이?"
"우리가 내일 만나게 될 통영의 박경련 말일세."
스물다섯 살 총각 백석의 가슴속에는 그녀가 꽉 들어차 있었다.
"아니, 박경련이 왜 난이라는 말인가?"
신현중이 의아한 표정으로 묻자 백석이 빙긋이 웃으며 말했다.
"나는 앞으로 세상에서 예쁘고 아름다운 것은 다 난이라고 부를 걸세."
그 이튿날, 네 시간이나 배를 타고 통영에 도착한 백석은 땅이 꺼져라 한숨을 내쉬었다. 신현중을 통해 통영에 간다고 전보까지 보내고 왔지만 "내가 좋아하는 그이"는, 난으로 부르고 싶은 '내 사람'은 통영에 없었다.
"경련이는 개학 준비를 해야 한다며 설을 쇠자마자 경성으로 올라갔어요."

이 말을 전해준 건 그녀의 외사촌 오빠 서병직이었다. 백석보다 두 살이 많은 서병직은 신현중과 친구 사이였다. 백석은 그녀를 마음에 담고 있었지만 그녀의 마음속에는 백석이 없었다. (...)
한편 이렇게 시인 주변의 실존 인물들과 연관 지어 작품 해석을 하는 경향을 경계하는 목소리도 있는데, 그 대표적인 목소리의 주인공은 김재용이다. 문학평론가이면 《백석 전집》의 편저자이기도 한 그는 “학계에서조차 백석과 통영과의 관계를 논할 때 유독 ‘박경련’이란 존재를 부각하고 있는 경향이 있다”며 “이는 자칫 백석의 통영 관련 시를 연애감정에 국한시킴으로써 전체를 조망하지 못하게 한다”고 지적한 바 있다. 그에 따르면 “비록 백석이 시 ‘통영’에서 ‘난’을 언급했다고는 하지만, 백석에게 통영의 풍광과 역사에 대해 알려준 이는 정작 박경련의 외사촌 오빠 서병직이었다”고, 또한, “시 〈통영 : 남행시초2〉에 깃든 리얼리티는 서병직의 존재로 인해 한층 빛나고 있다.” 백석의 몇 차례에 걸친 통영 행에서 가장 중요한 인물은 그가 연정을 품었던 박경련(‘난’)도, 동행했던 친구 신현중도 아닌 서병직이라는 것이다.
김달진은 《사슴》의 구조가 바흐의 〈골트베르크 변주곡〉을 모방하고 있다는 주장과 같은 맥락에서 백석과 김영랑, 김기림의 작품에 등장하는 '란'을 20세기 바흐의 재발견에 가장 큰 기여를 한 두 사람 중의 하나인 반다 란도프스카를 지칭한다고 주장한다. 그에 따르면 "그녀(란도프스카)는 1933년 11월 최초로 바흐의 〈골트베르크 변주곡〉을 녹음하여 EMI에서 음반을 출시했다." '란'을 백석의 '란'으로만 국한하지 않고 통합적으로 해석하는 그는 백석 시의 "란이라는 이는 명정(明井)골에 산다는데 / (...) / 종백꽃 피는 철이 그 언제요"와 영랑 시의 "모란이 피기까지는 / 나는 아직 기둘리고 있을 테요 찬란한 슬품의 봄을"을 "아무개 란을 둘러싼 음모의 역사가 세상에 알려질 때까지 슬픔 속에서 기다리겠다는 의미"로 해석해야 한다고 말한다.

## 학력
- 평북정주오산보통학교 졸업
- 평북정주오산고등보통학교 졸업
- 일본 도쿄 아오야마 가쿠인 졸업

## 가족 관계
- 고조부 : 백선거(白善居, 1741년 ~ 1808년)
  - 고조모 : 영산 신덕수(辛德秀)의 딸(1738년 ~ 1799년)
    - 증조부 : 백경주(白慶柱, 1781년 ~ 1848년)
    - 증조모 : 온양 방치정(方致正)의 딸(1783년 ~ 1831년)
      - 조부: 백종지(白宗智, 1824년 ~ 1907년)
      - 조모: 창녕 조낙건(曺洛建, 1805년 ~ 1882년?)의 딸(1828년 ~ 1868년) - 백종지의 사별 초배 부인.
        - 조모: 창녕 조덕흥(曺德興, 1822년 ~ 1890년?)의 딸(1853년 ~ 1921년) - 백종지의 재혼 계배 부인.
          - 부: 백영옥(白榮鈺, 1875년? ~ ?) - 일제 시대의 사진사. 자(字)는 용삼(龍三).
          - 모: 단양 이씨 이양실(李養實, 1848년 ~ 1926년 1월 7일?, 백석 외조모.)의 딸(1888년 ~ ?)
            - 본인: 백석(白石, 1912년 7월 1일 ~ 1996년 2월 15일)
            - 초배 부인: 우봉 이송저(李松姐, ? ~ 1937년) ... 1935년 결혼. 1937년 사별(자녀 없음).
            - 계배 부인: 결성 장정옥(張貞玉, ? ~ 1941년) ... 1938년 재혼. 1941년 사별(자녀 없음).
            - 삼취 부인: 남평 문경옥(文景玉, 1920년 ~ 1979년) ... 1942년 세번째 결혼. 1947년 이혼(자녀 없음).
            - 사취 부인: 수안 리윤희(李允姬, 1933년 ~ ) ... 1957년 마지막 결혼. 당시 리윤희(이윤희)는 처음이자 마지막 결혼이요, 백석 작가는 네번째 결혼이자 마지막 결혼.
              - 장남: 백화제(白華濟, 1963년 ~ )
              - 장녀: 백지제(白志濟, 1968년 ~ )
              - 차남: 백중축(白仲築, 1972년 ~ )
              - 차녀: 백가제(白嘉濟, 1974년 ~ )
              - 삼남: 백구(白坵, 1976년 ~ )

            - 남동생: 백협행(白協行, 1918년 ~ ?)
            - 남동생: 백상행(白祥行, 1921년 ~ ?)
            - 여동생: 백현숙(白賢淑, 1925년 ~ ?)

## 관련 서적
- 정본 백석 시집-고려대학교 국어교육학과 교수 고형진이 엮은 책이다.
- 송준 (2012년 9월 5일). 《시인백석》. 흰당나귀.
- 백석 시 바로 읽기
- 백석을 만나다
- 다시 읽는 한국시인-임화, 오장환, 이용악, 백석
- 백석 평전

## 같이 보기
- 한국어 시인 목록
- 한국 문학
- 조선민주주의인민공화국의 문화

## 참고 문헌
- 송준 (2012년 9월 5일). 《시인백석》. 흰당나귀.